# Уюмшил
Уюмшил (каз. Ұйымшыл) — село в Енбекшильдерском районе Акмолинской области Казахстана. Входит в состав Ульгинского сельского округа. Код КАТО — 114547800.

## География
Село расположено в западной части района, на расстоянии примерно 22 километров (по прямой) к западу от административного центра района — города Степняк, в 19 километрах к юго-западу от административного центра сельского округа — аула Ульги.
Абсолютная высота — 403 метров над уровнем моря.
Ближайшие населённые пункты: село Трамбовка — на севере, село Жасыл — на западе.

## Население
В 1989 году население села составляло 236 человек (из них казахи — 100 %).
В 1999 году население села составляло 177 человек (92 мужчины и 85 женщин). По данным переписи 2009 года, в селе проживали 122 человека (64 мужчины и 58 женщин).
| Численность населения | Численность населения | Численность населения |
| 1989                  | 1999                  | 2009                  |
| --------------------- | --------------------- | --------------------- |
| 236                   | ↘177                  | ↘122                  |

## Улицы[5]
- ул. Базарбек